# Wang Dulu
Wang Baoxiang (zh) 王葆祥, de son nom de plume Wang Dulu (zh) 王度盧, est un écrivain chinois, né dans une famille mandchoue en 1909 et mort en 1977.

## Biographie
Après une enfance pauvre et des petits métiers, il commence à écrire des romans policiers dans les années 1930, participant aux mouvements intellectuels patriotiques chinois de l'époque. Il se lance ensuite, dès 1938, dans l'écriture de romans d'arts martiaux chinois de style wuxia et de romans de mœurs.
Sa vie est plongée au cœur des événements de la Chine du XXe siècle : en 1970, en tant qu'intellectuel, il est envoyé en rééducation à la campagne lors de la Révolution culturelle. Il y meurt à l'âge de 68 ans.
Il est l'auteur du cycle de cinq romans Grue de fer, dont un des tomes, Tigre et Dragon, a inspiré le metteur en scène Ang Lee pour son film à succès du même titre.